# Österreich-Rundfahrt 2012
Die 64. Österreich-Rundfahrt war ein Straßenradrennen, das vom 1. bis 8. Juli 2012 stattfand. Das 1200 Kilometer lange Etappenrennen gehört zur UCI Europe Tour 2012 und wurde dort in die höchste Kategorie 2. Hors Catégorie eingestuft. Die Tour führte durch sieben der neun österreichischen Bundesländer, lediglich Oberösterreich und Vorarlberg wurden von ihr nicht durchfahren.

## Teilnehmende Teams
An den Start gingen sechs UCI ProTeams, acht UCI Professional Continental Teams und vier UCI Continental Teams.
Eine detaillierte Starterliste befindet sich auf der separaten Seite → Fahrerfeld 2012.
| ProTeams Astana Pro Team (AST) BMC Racing Team (BMC) Katusha Team (KAT) Movistar (MOV) Omega Pharma-Quick Step (OPQ) RadioShack-Nissan (RNT) | Professional Continental Teams Team NetApp (APP) Bretagne-Schuller (BSC) Cofidis, le Crédit en Ligne (COF) Acqua & Sapone (ASA) Colombia-Coldeportes (COL) Team Type 1-Sanofi (TT1) Farnese Vini-Selle Italia (FAR) UnitedHealthcare Pro Cycling Team (UHC) | UCI Continental Teams RC ARBÖ Gourmetfein Wels (RAD) Team Vorarlberg (VBG) Tirol Cycling Team (TIR) WSA-Viperbike Kärnten (WSA) |

## Etappenübersicht
Der Etappenplan wurde am 31. Mai 2011 in Laxenburg präsentiert.
| Etappe | Datum   | Start – Ziel                                     | Typ               | Distanz | Etappensieger      |
| ------ | ------- | ------------------------------------------------ | ----------------- | ------- | ------------------ |
| 1.     | 1. Juli | Innsbruck – Innsbruck                            | Bergetappe        | 153,0   | Alessandro Bazzana |
| 2.     | 2. Juli | Innsbruck – Kitzbüheler Horn (Bergankunft)       | Hochgebirgsetappe | 157,4   | Danilo Di Luca     |
| 3.     | 3. Juli | Kitzbühel – Lienz                                | Hochgebirgsetappe | 141,8   | Sacha Modolo       |
| 4.     | 4. Juli | Lienz – St. Johann/Alpendorf                     | Hochgebirgsetappe | 141,3   | Jakob Fuglsang     |
| 5.     | 5. Juli | St. Johann/Alpendorf – Sonntagberg (Bergankunft) | Bergetappe        | 228,3   | Fabio Taborre      |
| 6.     | 6. Juli | Waidhofen/Ybbs – Melk                            | Hügelige Etappe   | 185,2   | Sacha Modolo       |
| 7.     | 7. Juli | Podersdorf (Einzelzeitfahren)                    | Zeitfahren        | 024,1   | Marco Pinotti      |
| 8.     | 8. Juli | Podersdorf – Wien, Burgtheater                   | Flachetappe       | 122,8   | Daniele Colli      |

### Wertungen im Rennverlauf
Die Tabelle zeigt den Führenden in der jeweiligen Wertung nach der jeweiligen Etappe an.
| Etappe | Gesamtwertung                           | Punkte                                  | Berg                                       | Nachwuchs                           | Österreicher                         | Teamwertung       |
| ------ | --------------------------------------- | --------------------------------------- | ------------------------------------------ | ----------------------------------- | ------------------------------------ | ----------------- |
| 1.     | Alessandro Bazzana (Team Type 1-Sanofi) | Alessandro Bazzana (Team Type 1-Sanofi) | Yohann Bagot (Cofidis, le Crédit en Ligne) | Georg Preidler (Team Type 1-Sanofi) | Georg Preidler (Team Type 1-Sanofi)  | RadioShack-Nissan |
| 2.     | Danilo Di Luca (Acqua & Sapone)         | Alessandro Bazzana (Team Type 1-Sanofi) | Danilo Di Luca (Acqua & Sapone)            | Angelo Pagani (Colnago-CSF Inox)    | Thomas Rohregger (RadioShack-Nissan) | RadioShack-Nissan |
| 3.     | Danilo Di Luca (Acqua & Sapone)         | Alessandro Bazzana (Team Type 1-Sanofi) | Georg Preidler (Team Type 1-Sanofi)        | Angelo Pagani (Colnago-CSF Inox)    | Thomas Rohregger (RadioShack-Nissan) | RadioShack-Nissan |
| 4.     | Jakob Fuglsang (RadioShack-Nissan)      | Alessandro Bazzana (Team Type 1-Sanofi) | Jakob Fuglsang (RadioShack-Nissan)         | Angelo Pagani (Colnago-CSF Inox)    | Thomas Rohregger (RadioShack-Nissan) | RadioShack-Nissan |
| 5.     | Jakob Fuglsang (RadioShack-Nissan)      | Alessandro Bazzana (Team Type 1-Sanofi) | Jakob Fuglsang (RadioShack-Nissan)         | Angelo Pagani (Colnago-CSF Inox)    | Thomas Rohregger (RadioShack-Nissan) | RadioShack-Nissan |
| 6.     | Jakob Fuglsang (RadioShack-Nissan)      | Alessandro Bazzana (Team Type 1-Sanofi) | Georg Preidler (Team Type 1-Sanofi)        | Angelo Pagani (Colnago-CSF Inox)    | Thomas Rohregger (RadioShack-Nissan) | RadioShack-Nissan |
| 7.     | Jakob Fuglsang (RadioShack-Nissan)      | Alessandro Bazzana (Team Type 1-Sanofi) | Georg Preidler (Team Type 1-Sanofi)        | Angelo Pagani (Colnago-CSF Inox)    | Thomas Rohregger (RadioShack-Nissan) | RadioShack-Nissan |
| 8.     | Jakob Fuglsang (RadioShack-Nissan)      | Alessandro Bazzana (Team Type 1-Sanofi) | Georg Preidler (Team Type 1-Sanofi)        | Angelo Pagani (Colnago-CSF Inox)    | Thomas Rohregger (RadioShack-Nissan) | RadioShack-Nissan |

## Etappen

### 1. Etappe
| Ergebnis der 1. Etappe | Ergebnis der 1. Etappe   | Ergebnis der 1. Etappe |
| ---------------------- | ------------------------ | ---------------------- |
| 01.                    | Alessandro Bazzana (TT1) | 3:54:48 h              |
| 02.                    | Francesco Gavazzi (AST)  | gleiche Zeit           |
| 03.                    | Marco Canola (COG)       | gleiche Zeit           |
| 04.                    | Georg Preidler (TT1)     | gleiche Zeit           |
| 05.                    | Maxime Vantomme (KAT)    | gleiche Zeit           |
| 06.                    | Fabio Taborre (ASA)      | gleiche Zeit           |

| Zwischenstand nach der 1. Etappe | Zwischenstand nach der 1. Etappe | Zwischenstand nach der 1. Etappe |
| Gesamtwertung                    | Gesamtwertung                    | Gesamtwertung                    |
| -------------------------------- | -------------------------------- | -------------------------------- |
| 01.                              | Alessandro Bazzana (TT1)         | 3:54:38 h                        |
| 02.                              | Francesco Gavazzi (AST)          | + 0:04 min                       |
| 03.                              | Marco Canola (COG)               | + 0:06 min                       |
| Punktewertung                    |                                  |                                  |
| 1.                               | Alessandro Bazzana (TT1)         | 15 Punkte                        |
| 2.                               | Francesco Gavazzi (AST)          | 12 Punkte                        |
| 3.                               | Riccardo Zoidl (RAD)             | 10 Punkte                        |
| Bergwertung                      |                                  |                                  |
| 1.                               | Yohann Bagot (COF)               | 05 Punkte                        |
| 2.                               | Matthias Brändle (APP)           | 03 Punkte                        |
| 3.                               | Riccardo Zoidl (RAD)             | 01 Punkte                        |

Bereits nach wenigen Kilometern unternahm der Oberösterreicher Riccaro Zoidl gemeinsam mit dem Franzosen Yohan Bagot einen erfolgreichen Ausreißversuch. Etwas später schlossen mit Matthias Brändle und Stefan Praxmarer sowie dem Ungarn Laszlo Bodrogi drei weitere Fahrer auf. Dem Quintett gelang es in der Folge einen Vorsprung von bis zu sieben Minuten herauszufahren. Nachdem die Zusammenarbeit innerhalb der Gruppe nicht wunschgemäß funktionierte, konnte das Hauptfeld, angeführt von den beiden Italienern Di Luca und Stefano Garzelli rund 20 Kilometer vor der Zielankunft die Ausreißer wieder einholen. Wegen des hohen Tempos und der brütenden Hitze konnte sich in der Folge kein Fahrer mehr vom Feld absetzen, wodurch es auf dem etwa 300 Meter langen und bis zu 18 % steilen Zielanstieg zum Bergisel zum Massensprint kam. Bei diesem setzte sich der 28-jährige Italiener Alessandro Bazzana vor seinen Landsleuten Francesco Gavazzi und Marco Canola durch. Bazzanas Mannschaftskollege Georg Preidler rundete den Erfolg des Teams Type 1-Sanofi ab und wurde damit bester Österreicher.

### 2. Etappe
| Ergebnis der 2. Etappe | Ergebnis der 2. Etappe      | Ergebnis der 2. Etappe |
| ---------------------- | --------------------------- | ---------------------- |
| 01.                    | Danilo Di Luca (ASA)        | 3:50:50 h              |
| 02.                    | Steve Morabito (BMC)        | + 0:07 min             |
| 03.                    | Thomas Rohregger (RNT)      | + 0:10 min             |
| 04.                    | Pjotr Ignatenko (KAT)       | + 0:21 min             |
| 05.                    | Alexander Djatschenko (AST) | + 0:23 min             |
| 06.                    | Robert Vrečer (VBG)         | + 0:27 min             |

| Zwischenstand nach der 2. Etappe | Zwischenstand nach der 2. Etappe | Zwischenstand nach der 2. Etappe |
| Gesamtwertung                    | Gesamtwertung                    | Gesamtwertung                    |
| -------------------------------- | -------------------------------- | -------------------------------- |
| 1.                               | Danilo Di Luca (ASA)             | 07:45:28 h                       |
| 2.                               | Steve Morabito (BMC)             | + 0:11 min                       |
| 3.                               | Thomas Rohregger (RNT)           | + 0:16 min                       |
| Punktewertung                    |                                  |                                  |
| 1.                               | Alessandro Bazzana (TT1)         | 21 Punkte                        |
| 2.                               | Danilo Di Luca (ASA)             | 15 Punkte                        |
| 3.                               | Steve Morabito (BMC)             | 12 Punkte                        |
| Bergwertung                      |                                  |                                  |
| 1.                               | Danilo Di Luca (ASA)             | 15 Punkte                        |
| 2.                               | Steve Morabito (BMC)             | 11 Punkte                        |
| 3.                               | Thomas Rohregger (RNT)           | 08 Punkte                        |

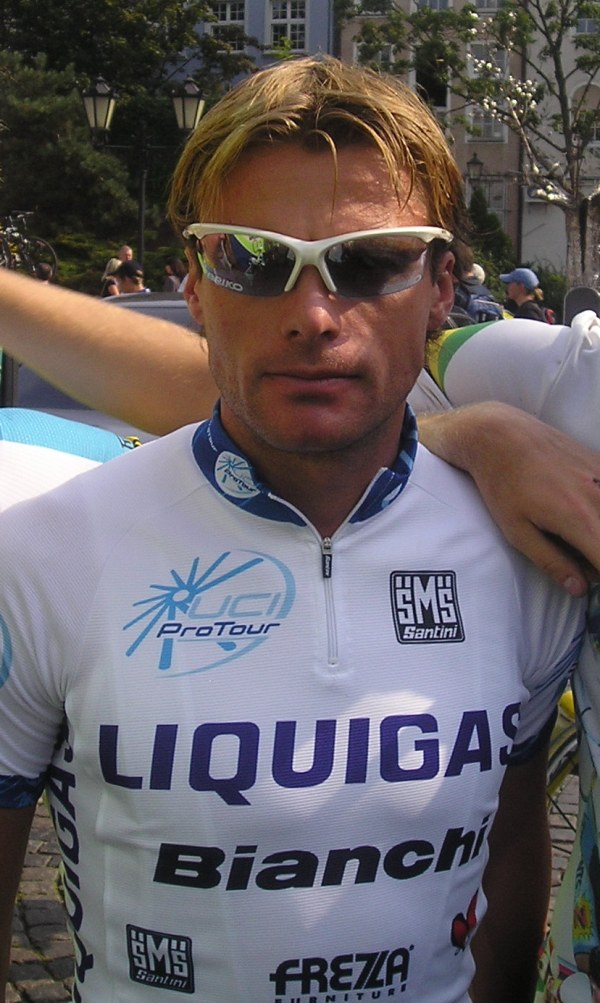
Danilo Di Luca siegte bei der Bergankunft am Kitzbüheler Horn.

Nachdem das Feld die ersten 60 Kilometer geschlossen absolviert hatte, konnten in Hopfgarten drei Fahrer erfolgreich ausreißen. Die beiden Österreicher Markus Eibegger und Josef Benetseder fuhren gemeinsam mit dem Franzosen Mickaël Buffaz einen Vorsprung von bis zu fünf Minuten heraus. Angetrieben vom Team RadioShack-Nissan holte das Hauptfeld bis zum Anstieg auf das Kitzbüheler Horn die Ausreißer wieder ein. Auch beim 7,1 Kilometer langen und bis zu 22,3 % steilen Anstieg (865 Höhenmeter) gaben vorerst die Fahrer von RadioShack-Nissan das Tempo vor, worauf das Fahrerfeld bald aufsplitterte. Bis zur Mautstelle, 4,8 Kilometer vor dem Ziel, bildete sich eine zehnköpfige Spitzengruppe. In der Folge verloren zuerst David Arroyo und Harald Totschnig und dann auch Jakob Fuglsang und Jure Golčer den Anschluss. Drei Kilometer vor dem Ziel bestand die Spitzengruppe aus fünf Fahrern, wobei Thomas Rohregger und Danilo Di Luca die Führungsarbeit leisteten. Rohregger, der bereits 2007 diese Etappe gewonnen hatte, versuchte davon zu ziehen, doch Di Luca konterte erfolgreich und konnte sich einen Kilometer vor dem Ziel alleine absetzen. Der Sieger des Giro d’Italia 2007 Danilo Di Luca sicherte sich den Etappensieg vor dem Schweizer Steve Morabito, der Rohregger kurz vor dem Ziel noch überholte, den Etappensieg.

### 3. Etappe
| Ergebnis der 3. Etappe | Ergebnis der 3. Etappe   | Ergebnis der 3. Etappe |
| ---------------------- | ------------------------ | ---------------------- |
| 01.                    | Sacha Modolo (COG)       | 3:29:22 h              |
| 02.                    | Daniel Schorn (APP)      | gleiche Zeit           |
| 03.                    | Francesco Gavazzi (AST)  | gleiche Zeit           |
| 04.                    | Daniele Colli (TT1)      | gleiche Zeit           |
| 05.                    | Alessandro Bazzana (TT1) | gleiche Zeit           |
| 06.                    | Danilo Wyss (BMC)        | gleiche Zeit           |

| Zwischenstand nach der 3. Etappe | Zwischenstand nach der 3. Etappe | Zwischenstand nach der 3. Etappe |
| Gesamtwertung                    | Gesamtwertung                    | Gesamtwertung                    |
| -------------------------------- | -------------------------------- | -------------------------------- |
| 1.                               | Danilo Di Luca (ASA)             | 11:14:50 h                       |
| 2.                               | Steve Morabito (BMC)             | + 0:11 min                       |
| 3.                               | Thomas Rohregger (RNT)           | + 0:16 min                       |
| Punktewertung                    |                                  |                                  |
| 1.                               | Alessandro Bazzana (TT1)         | 28 Punkte                        |
| 2.                               | Francesco Gavazzi (AST)          | 22 Punkte                        |
| 3.                               | Danilo Di Luca (ASA)             | 15 Punkte                        |
| Bergwertung                      |                                  |                                  |
| 1.                               | Georg Preidler (TT1)             | 25 Punkte                        |
| 2.                               | Markus Eibegger (RAD)            | 20 Punkte                        |
| 3.                               | Danilo Di Luca (ASA)             | 15 Punkte                        |

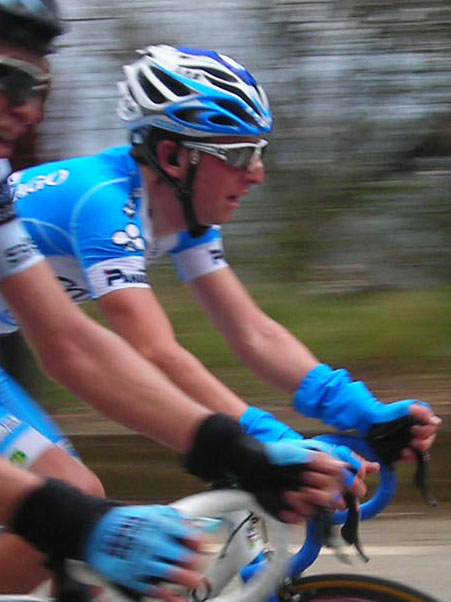
Sacha Modolo, Sprintsieger der 3. Etappe.

Bereits zehn Kilometer nach dem Start bildete sich eine sechsköpfige Spitzengruppe, der neben den beiden Österreichern Markus Eibegger und Georg Preidler weiters Yohann Bagot, Florian Guillou, Beñat Intxausti und Andrea Pasqualon angehörten. Preidler sicherte sich auch die erste Bergwertung auf dem Pass Thurn (1273 Meter). In der Folgwe schaffte mit Maxim Belkov ein weiterer Fahrer den Anschluss zu dieser Gruppe, die gemeinsam den Anstieg zum Felbertauern (1630 Meter) in Angriff nahm. Abermals konnte sich Preidler die Bergwertung sichern. Beim Anstieg auf der Pustertaler Höhenstraße verschärfte Markus Eibegger das Tempo und schüttelte damit den letzten Verfolger Pasqualon ab. Eibegger sichert sich die Bergwertung und fuhr alleine dem Ziel entgegen. Hinter ihm bildete sich mit Guillou und Intxausti ein Verfolgerduo, das jedoch vom Feld geschluckt wurde. Aber auch Eibeggers Soloflucht wurde nicht belohnt, denn drei Kilometer vor dem Ziel wurde auch er vom Feld eingeholt. Damit kam es in Lienz zum Massensprint, in dem sich der Österreicher Daniel Schorn der italienischen Übermacht knapp geschlagen geben musste und hinter Sacha Modolo als zweiter die Ziellinie überquerte.

### 4. Etappe
| Ergebnis der 4. Etappe | Ergebnis der 4. Etappe | Ergebnis der 4. Etappe |
| ---------------------- | ---------------------- | ---------------------- |
| 01.                    | Jakob Fuglsang (RNT)   | 3:52:37 h              |
| 02.                    | Leopold König (APP)    | + 1:14 min             |
| 03.                    | Robert Vrečer (VBG)    | + 2:35 min             |
| 04.                    | Pjotr Ignatenko (KAT)  | + 2:47 min             |
| 05.                    | Marcel Wyss (APP)      | + 2:47 min             |
| 06.                    | Danilo Di Luca (ASA)   | + 2:47 min             |

| Zwischenstand nach der 4. Etappe | Zwischenstand nach der 4. Etappe | Zwischenstand nach der 4. Etappe |
| Gesamtwertung                    | Gesamtwertung                    | Gesamtwertung                    |
| -------------------------------- | -------------------------------- | -------------------------------- |
| 1.                               | Jakob Fuglsang (RNT)             | 15:09:02 h                       |
| 2.                               | Danilo Di Luca (ASA)             | + 1:12 min                       |
| 3.                               | Steve Morabito (BMC)             | + 1:21 min                       |
| Punktewertung                    |                                  |                                  |
| 1.                               | Alessandro Bazzana (TT1)         | 28 Punkte                        |
| 2.                               | Jakob Fuglsang (RNT)             | 27 Punkte                        |
| 3.                               | Robert Vrečer (VBG)              | 22 Punkte                        |
| Bergwertung                      |                                  |                                  |
| 1.                               | Jakob Fuglsang (RNT)             | 33 Punkte                        |
| 2.                               | Georg Preidler (TT1)             | 33 Punkte                        |
| 3.                               | Leopold König (APP)              | 25 Punkte                        |

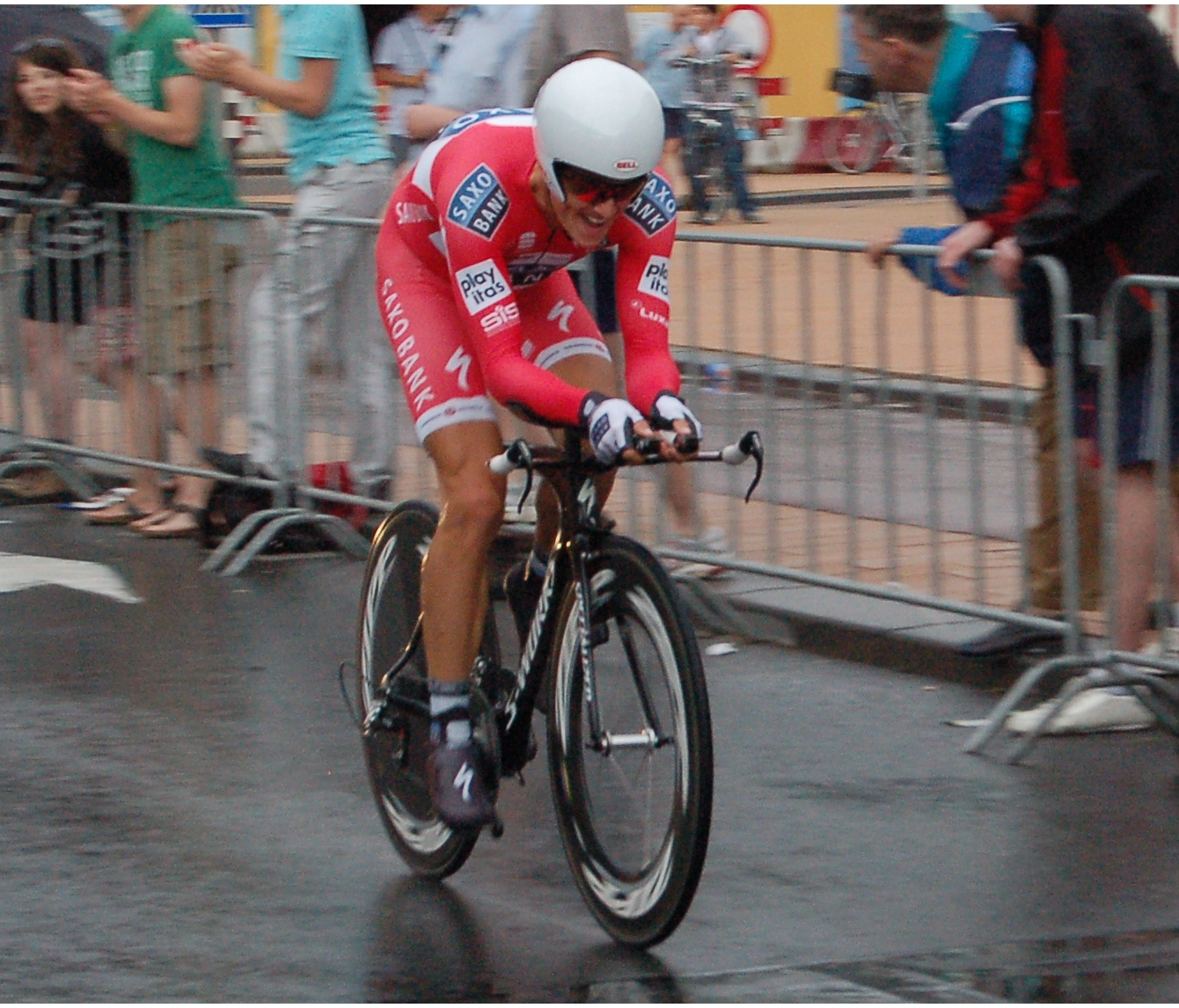
„Glocknerkönig“ 2012 wurde der Däne Jakob Fuglsang, der sich auch den Etappensieg holte.

Unmittelbar nach dem Start zur Königsetappe lancierte das Team RadioShack-Nissan mit dem Österreicher Thomas Rohregger und dem Dänen Jakob Fuglsang einen ersten Angriff und konnte sich in einer Gruppe vom Hauptfeld absetzen. Georg Preidler, der in dieser Gruppe mitfuhr, konnte sich nach 7,6 Kilometern die erste Bergwertung am Iselsberg sichern. Bis Dölsach konnte der Träger des gelben Trikots, Danilo Di Luca, den Anschluss wiederherstellen. Beim Anstieg auf den Großglockner setzten sich Leopold König und Jakob Fuglsang vom Feld ab und zogen unaufhaltsam davon. Rohregger durfte aufgrund der Teamstrategie nicht nachsetzen. Am 2504 Meter hoch gelegenen Hochtor ließ sich der 27-jährige Fuglsang den Titel des Glocknerkönigs 2012 samt der 2504 € Prämie nicht nehmen. Auch am Fuscher Törl auf 2422 Metern Seehöhe setzte sich Fuglsang durch. Bei der Abfahrt konnte das Spitzenduo seinen Vorsprung kontinuierlich ausbauen. Gemeinsam wurde auch der Anstieg zur vierten und letzten Bergwertung zum Dientner Sattel in Angriff genommen, wobei sich abermals Fuglsang durchsetzte. Der Vorsprung war bereits auf 3:40 Minuten angewachsen. In der Folge konnte Leopold König, dem Rückenschmerzen Probleme bereiteten, mit Fuglsang nicht mehr mithalten, weshalb der Däne mit einem Vorsprung von 1:14 Minuten das Ziel erreichte. Fuglsang, der vor der Etappe auf Platz 15 gelegen war, löste damit den Italiener Danilo di Luca, der mit einem Rückstand von 2:47 Minuten als Sechster das Ziel erreichte, als Gesamtführenden ab.

### 5. Etappe
| Ergebnis der 5. Etappe | Ergebnis der 5. Etappe   | Ergebnis der 5. Etappe |
| ---------------------- | ------------------------ | ---------------------- |
| 01.                    | Fabio Taborre (ASA)      | 5:23:38 h              |
| 02.                    | Marco Bandiera (OPQ)     | + 0:05 min             |
| 03.                    | Matthias Brändle (APP)   | gleiche Zeit           |
| 04.                    | Kristof Vandewalle (OPQ) | gleiche Zeit           |
| 05.                    | Benjamin Day (UHC)       | + 0:07 min             |
| 06.                    | Maxim Belkow (KAT)       | + 0:14 min             |

| Zwischenstand nach der 5. Etappe | Zwischenstand nach der 5. Etappe | Zwischenstand nach der 5. Etappe |
| Gesamtwertung                    | Gesamtwertung                    | Gesamtwertung                    |
| -------------------------------- | -------------------------------- | -------------------------------- |
| 1.                               | Jakob Fuglsang (RNT)             | 20:42:05 h                       |
| 2.                               | Danilo Di Luca (ASA)             | + 1:04 min                       |
| 3.                               | Steve Morabito (BMC)             | + 1:16 min                       |
| Punktewertung                    |                                  |                                  |
| 1.                               | Alessandro Bazzana (TT1)         | 40 Punkte                        |
| 2.                               | Jakob Fuglsang (RNT)             | 27 Punkte                        |
| 3.                               | Francesco Gavazzi (AST)          | 24 Punkte                        |
| Bergwertung                      |                                  |                                  |
| 1.                               | Jakob Fuglsang (RNT)             | 33 Punkte                        |
| 2.                               | Georg Preidler (TT1)             | 33 Punkte                        |
| 3.                               | Leopold König (APP)              | 25 Punkte                        |

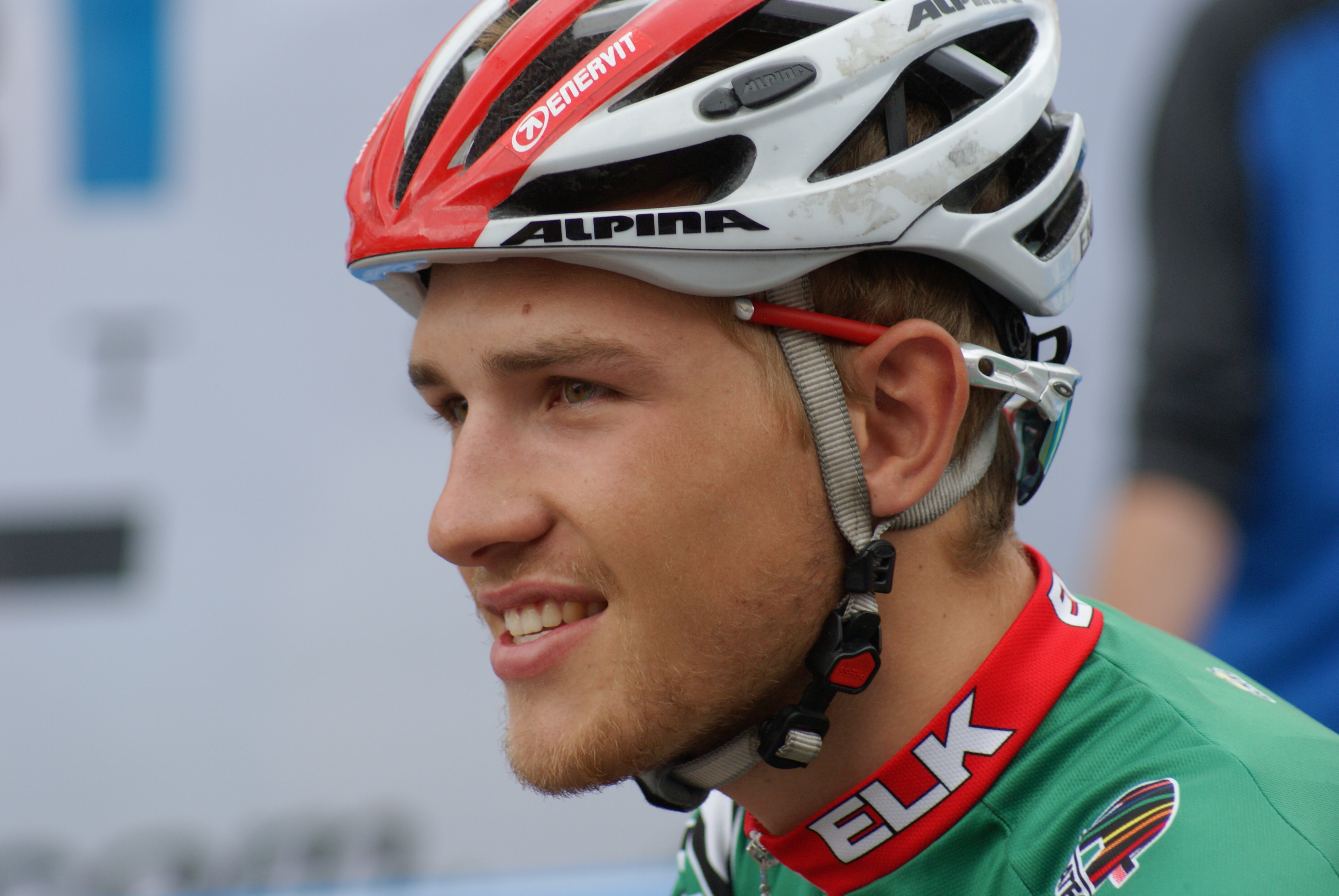
Der Vorarlberger Matthias Brändle durfte sich über einen Platz am Podest freuen.

Auf der längsten Etappe der Tour, die bei großer Hitze gefahren wurde, ließ das Feld lange keine Ausreißer weg. Erst etwa 80 Kilometer nach dem Start bildete sich eine aus zwölf Fahrern bestehende Spitzengruppe, der neben Bandiera, Bazayev, Bazzana, Belkov, Caccia, Day, Lequatre, Sijmens, Taborre und Vandewalle mit Matthias Brändle und Christoph Sokoll auch zwei Österreicher angehörten. Da die Spitzengruppe gut harmonierte wuchs der Vorsprung auf das Hauptfeld bis zu zwölf Minuten an. Sokoll setzte sich auch bei der Bergwertung am Buchauer Sattel (Kategorie 3) durch, während Benjamin Day (Radstatthöhe) und Diego Caccia (Lassing) die beiden folgenden Wertungen gewannen. Erst beim drei Kilometer langen Zielanstieg zur Wallfahrtskirche Sonntagberg begannen, angefeuert von zahlreichen Zuschauern, im Spitzenfeld die Attacken. Der Italiener Fabio Taborre konnte sich auf den letzten zwei Kilometern geringfügig absetzen und brachte den knappen Vorsprung vor Marco Bandiera ins Ziel. Gemeinsam mit ihm sprintete Matthias Brändle als Dritter über die Ziellinie. Das Hauptfeld wies einen Rückstand von mehr als neun Minuten auf, wobei Danilo di Luca, der sich 800 Meter vor dem Ziel absetzen konnte, auf den Führenden Jakob Fuglsang acht Sekunden gut machen konnte.

### 6. Etappe
| Ergebnis der 6. Etappe | Ergebnis der 6. Etappe  | Ergebnis der 6. Etappe |
| ---------------------- | ----------------------- | ---------------------- |
| 01.                    | Sacha Modolo (COG)      | 4:32:12 h              |
| 02.                    | Daniele Colli (TT1)     | gleiche Zeit           |
| 03.                    | Danilo Napolitano (ASA) | gleiche Zeit           |
| 04.                    | Jacopo Guarnieri (AST)  | gleiche Zeit           |
| 05.                    | Marco Haller (KAT)      | gleiche Zeit           |
| 06.                    | Nico Sijmens (COF)      | gleiche Zeit           |

| Zwischenstand nach der 6. Etappe | Zwischenstand nach der 6. Etappe | Zwischenstand nach der 6. Etappe |
| Gesamtwertung                    | Gesamtwertung                    | Gesamtwertung                    |
| -------------------------------- | -------------------------------- | -------------------------------- |
| 1.                               | Jakob Fuglsang (RNT)             | 25:14:17 h                       |
| 2.                               | Danilo Di Luca (ASA)             | + 1:04 min                       |
| 3.                               | Steve Morabito (BMC)             | + 1:16 min                       |
| Punktewertung                    |                                  |                                  |
| 1.                               | Alessandro Bazzana (TT1)         | 46 Punkte                        |
| 2.                               | Sacha Modolo (COG)               | 30 Punkte                        |
| 3.                               | Jakob Fuglsang (RNT)             | 27 Punkte                        |
| Bergwertung                      |                                  |                                  |
| 1.                               | Georg Preidler (TT1)             | 51 Punkte                        |
| 2.                               | Jakob Fuglsang (RNT)             | 33 Punkte                        |
| 3.                               | Leopold König (APP)              | 25 Punkte                        |

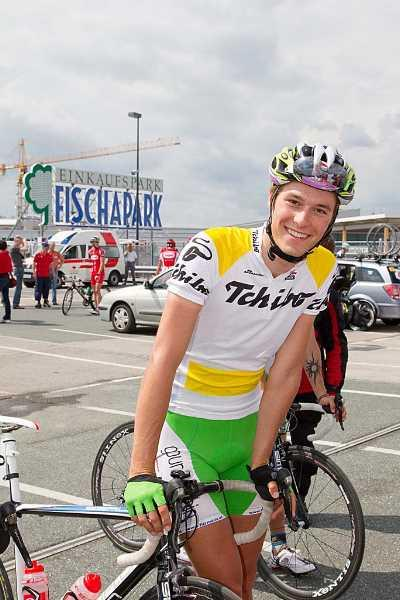
Georg Preidler gewann alle drei Bergwertungen der 6. Etappe und sicherte sich damit vorzeitig den Sieg in der Gesamt-Bergwertung.

Die Anfangsphase der Etappe war von hohem Tempo und zahlreichen Attacken geprägt. Dabei gelang es vorerst keiner Fluchtgruppe, sich vom Hauptfeld abzusetzen. Erst nach 50 Kilometern beim Anstieg zur ersten Bergwertung Wastl am Wald konnten sich elf Fahrer absetzen. Mit Georg Preidler, Markus Eibegger, Riccardo Zoidl und David Wöhrer waren gleich vier Österreicher darunter. Belkov, Santaromita, Intxausti, Molard, Betancur, Locatelli und Duet komplettierten die Spitzengruppe, die vom Hauptfeld jedoch nie mehr als zwei Minuten weggelassen wurde. Riccardo Zoidl und Rudy Molard konnten sich einige Kilometer vor der ersten Zieldurchfahrt in Melk absetzen und ihren Vorsprung auf mehr als drei Minuten ausbauen, während die übrigen Fahrer vom Hauptfeld eingeholt wurden. Nachdem die Sprinter im Hauptfeld das Tempo drastisch erhöhten, schmolz der Vorsprung des Spitzenduos dahin und etwa zehn Kilometer vor dem Ziel wurden auch sie vom Hauptfeld gestellt. Im folgenden Massensprint erwies sich der Italiener Sacha Modolo erneut als schnellster Fahrer und holte sich ebenso wie bereits in der dritten Etappe erneut der Tagessieg. Bester Österreicher wurde Marco Haller, der den Sprint zu früh anzog. Für einen österreichischen Erfolg sorgte Georg Preidler, der alle drei Bergwertungen dieser Etappe gewann und 18 Punkte auf sein Konto buchen konnte, sicherte sich damit die Gesamtbergwertung.

### 7. Etappe
| Ergebnis der 7. Etappe | Ergebnis der 7. Etappe   | Ergebnis der 7. Etappe |
| ---------------------- | ------------------------ | ---------------------- |
| 01.                    | Marco Pinotti (BMC)      | 27:42,95 min           |
| 02.                    | Kristof Vandewalle (OPQ) | + 32,36 sec            |
| 03.                    | František Raboň (OPQ)    | + 52,68 sec            |
| 04.                    | Pawel Brutt (KAT)        | + 53,07 sec            |
| 05.                    | Jan Bárta (APP)          | + 53,68 sec            |
| 06.                    | Benjamin King (RNT)      | + 57,08 sec            |

| Zwischenstand nach der 7. Etappe | Zwischenstand nach der 7. Etappe | Zwischenstand nach der 7. Etappe |
| Gesamtwertung                    | Gesamtwertung                    | Gesamtwertung                    |
| -------------------------------- | -------------------------------- | -------------------------------- |
| 1.                               | Jakob Fuglsang (RNT)             | 25:43:15 h                       |
| 2.                               | Steve Morabito (BMC)             | + 1:24 min                       |
| 3.                               | Robert Vrečer (VBG)              | + 1:52 min                       |
| Punktewertung                    |                                  |                                  |
| 1.                               | Alessandro Bazzana (TT1)         | 46 Punkte                        |
| 2.                               | Sacha Modolo (COG)               | 30 Punkte                        |
| 3.                               | Jakob Fuglsang (RNT)             | 27 Punkte                        |
| Bergwertung                      |                                  |                                  |
| 1.                               | Georg Preidler (TT1)             | 51 Punkte                        |
| 2.                               | Jakob Fuglsang (RNT)             | 33 Punkte                        |
| 3.                               | Leopold König (APP)              | 25 Punkte                        |

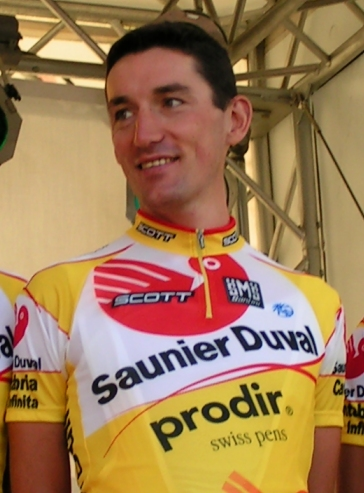
Marco Pinotti gewann überlegen das Einzelzeitfahren in Podersdorf.

Die siebente Etappe bildete das bereits traditionelle Einzelzeitfahren vom Podersdorf nach Illmitz und retour über 24,1 Kilometer. Während der Gesamtführende Jakob Fuglsang mit einem zwölften Platz seine Position eindrucksvoll behaupten konnte, kam es dahinter zu einigen Rangverschiebungen. Die schnellsten Beine hatte der Italiener Marco Pinotti, der auch beim diesjährigen Giro d’Italia das abschließende Einzelzeitfahren siegreich beendete und der den Zweitplatzierten Kristof Vandewalle um 32 distanzierte. Pinotti erreichte dabei eine Durchschnittsgeschwindigkeit von 52,17 km/h. Nachdem der bisherige Zweite Danilo Di Luca mit 2:26 Minuten Rückstand nur auf Rang 46 klassiert wurde, fiel er auf den vierten Gesamtplatz zurück. Neuer Gesamtzweiter wurde der Schweizer Steve Morabito, der als 18. mit 1:24 Minuten Rückstand durchs Ziel fuhr, vor dem Slowenen Robert Vrečer (15. Platz mit 1:17 Minuten Rückstand). Als bester Österreicher landete Ricardo Zoidl mit 1:16 Minuten Rückstand auf dem 14. Rang.

### 8. Etappe
| Ergebnis der 8. Etappe | Ergebnis der 8. Etappe  | Ergebnis der 8. Etappe |
| ---------------------- | ----------------------- | ---------------------- |
| 01.                    | Daniele Colli (TT1)     | 2:29:54 h              |
| 02.                    | Alexei Zatewitsch (KAT) | gleiche Zeit           |
| 03.                    | Blaž Jarc (APP)         | gleiche Zeit           |
| 04.                    | Danilo Napolitano (ASA) | gleiche Zeit           |
| 05.                    | Boy van Poppel (UHC)    | gleiche Zeit           |
| 06.                    | Danilo Wyss (BMC)       | gleiche Zeit           |

| Endstand nach der 8. Etappe | Endstand nach der 8. Etappe | Endstand nach der 8. Etappe |
| Gesamtwertung               | Gesamtwertung               | Gesamtwertung               |
| --------------------------- | --------------------------- | --------------------------- |
| 1.                          | Jakob Fuglsang (RNT)        | 28:13:09 h                  |
| 2.                          | Steve Morabito (BMC)        | + 1:24 min                  |
| 3.                          | Robert Vrečer (VBG)         | + 1:52 min                  |
| Punktewertung               |                             |                             |
| 1.                          | Alessandro Bazzana (TT1)    | 46 Punkte                   |
| 2.                          | Daniele Colli (TT1)         | 35 Punkte                   |
| 3.                          | Sacha Modolo (COG)          | 34 Punkte                   |
| Bergwertung                 |                             |                             |
| 1.                          | Georg Preidler (TT1)        | 51 Punkte                   |
| 2.                          | Jakob Fuglsang (RNT)        | 33 Punkte                   |
| 3.                          | Leopold König (APP)         | 25 Punkte                   |

Etwa 20 Kilometer nach dem Start der Flachetappe riss der Österreicher Patrick Konrad gemeinsam mit Pavel Brutt und Johan Le Bon aus. Das Trio konnte einen Vorsprung von mehr als drei Minuten herausfahren. Bei der ersten Sprintwertung vor dem Wiener Burgtheater, den sich Brutt von Konrad sicherte, betrug der Vorsprung noch immer zwei Minuten. Danach blies das Hauptfeld zum Angriff, worauf sich der Vorsprung bei der zweiten Sprintwertung (sechste Runde), die Konrad vor Le Bon gewinnen konnte, auf eine Minute verringerte. Zwei Runden vor Schluss wurde das Trio vom Hauptfeld eingeholt. Bis zum Ziel wurde kein weiterer Ausreißversuch zugelassen. Das Fahrerfeld lieferte sich auf der Wiener Ringstraße von zahlreichen Zuschauern angefeuert, einen packenden Massensprint. Alessandro Bazzana konnte dabei seinen Kollegen vom TeamType1-Sanofi, Daniele Colli, etwa 500 Meter vor dem Ziel perfekt in Position bringen. Damit sicherte sich Italien auf der achten Etappe den siebenten Tagessieg. Der Gesamtführende Jakob Fuglsang, der sich nicht am Sprint beteiligte, rollte als 57. über die Ziellinie und sicherte sich damit souverän die Gesamtwertung.